# Globalnet
GlobalNet (arabe : غلوبالنات), plus communément appelé Gnet, est un fournisseur d'accès à Internet tunisien.

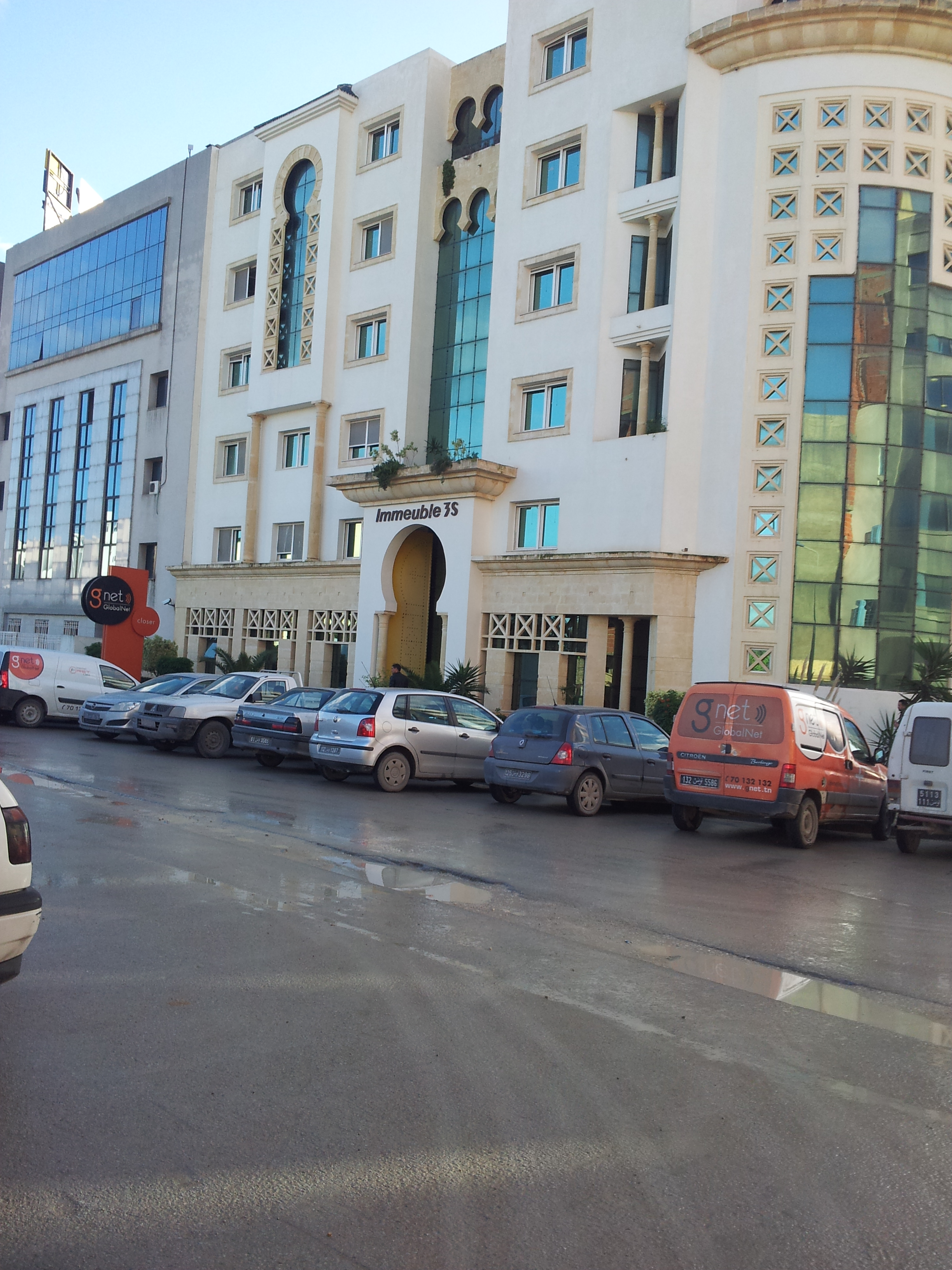
Agence GlobalNet à Montplaisir (Tunis).

Figurant parmi les deux fournisseurs historiques, puisqu'il a obtenu la licence Internet en 1997, il appartient au groupe à vocation technologique Standard Sharing Software.

## Prestations
Gnet a pour vocation de proposer des prestations pour les particuliers et les professionnels : des abonnements individuels, des accès spécialisés destinés aux professionnels (LS, Frame Relay et VSAT), des accès ADSL, une offre VPN et l'hébergement de serveurs web.
Gnet est aussi un site d'actualités nationale et internationale, avec un intérêt particulier pour les sujets de proximité. Son équipe rédactionnelle, composée de plusieurs journalistes, présente une information instantanée se rapportant aux différentes sphères de la vie quotidienne.